# Pinetops
Pinetops est une ville américaine située dans le comté d'Edgecombe dans l'État de Caroline du Nord. En 2010, sa population était de 1 374 habitants.

## Démographie
| 1910 | 1920 | 1930 | 1940 | 1950  | 1960  |
| ---- | ---- | ---- | ---- | ----- | ----- |
| 211  | 465  | 603  | 713  | 1 031 | 1 372 |

| 1970  | 1980  | 1990  | 2000  | 2010  | - |
| ----- | ----- | ----- | ----- | ----- | - |
| 1 379 | 1 465 | 1 514 | 1 419 | 1 374 | - |

## Source de la traduction
- (en) Cet article est partiellement ou en totalité issu de l’article de Wikipédia en anglais intitulé « Pinetops, North Carolina » (voir la liste des auteurs).